# Stefan Ostrowski
Stefan Ostrowski herbu Grzymała – wojski większy łęczycki w latach 1776–1784, wojski inowłodzki w latach 1762–1776.
W 1764 roku był elektorem Stanisława Augusta Poniatowskiego z województwa łęczyckiego.